# Acide urofuranique
| Structure générique des acides urofuraniques | Structure générique des acides urofuraniques | Structure générique des acides urofuraniques |
| -------------------------------------------- | -------------------------------------------- | -------------------------------------------- |
| Substitutions les plus fréquentes            |                                              |                                              |
| m                                            | n                                            | R                                            |
| 2                                            | 8                                            | CH3                                          |
| 4                                            | 8                                            | H                                            |
| 4                                            | 8                                            | CH3                                          |
| 2                                            | 10                                           | CH3                                          |
| 4                                            | 10                                           | H                                            |
| 4                                            | 10                                           | CH3                                          |
| 4                                            | 12                                           | H                                            |
| 4                                            | 12                                           | CH3                                          |

Un acide urofuranique est un dérivé carboxylé d'un acide gras furanique résultant de l'oxydation d'un substituant méthyle du noyau furane. Les acides urofuraniques sont des métabolites issus de la dégradation des acides gras furaniques. On les retrouve en quantités significatives notamment dans les algues et les micro-organismes marins, chez les animaux ainsi que dans le sang et l'urine chez l'humain. C'est d'ailleurs dans l'urine qu'ils ont été caractérisés pour la première fois en 1977 par une équipe autrichienne, ce qui leur a valu le préfixe uro dans leur dénomination courante.